# Finn Janning
Finn Janning (født 1974) er en dansk forfatter og filosof. Han har læst filosofi, ledelses- og organisationsteori på Copenhagen Business School (CBS), som "visiting scholar" læste han filosofi og litteratur på Duke University i USA hos Fredrich Jameson og Michael Hardt. Han færdiggjorde sin Ph.d. i praktisk filosofi på CBS i 2005 med en afhandling, der anvendte den norske forfatter Jan Kjærstads trilogi Forføreren, Erobreren og Opdageren i et forsøg på at vise, hvordan organisering er en dynamisk komposition af kreative kræfter.
I 2008 debuterede Finn Janning med det filosofiske essay Kunsten at arbejde, der er et opgør med erhvervslivets udviklingstrang og coaching af deres medarbejder, der af forfatteren beskrives som en "profitoptimering af sjælelivet”.
I 2009 udkom Modstand, der spørger hvordan det enkelte menneske kan blive frit og elske i en kapitalistisk verden. I 2010 udkom hans første roman Du er (ikke) min?, som i 2016 blev efterfulgt af romanen Hvem myrdede Gilles Deleuze?, og i 2020 romanen Stakkels Jim, som Berlingske Tidende kaldte "et mindre mesterværk".
I 2014 udkom Den gavmilde digter -Et essay om Jørgen Leth, hvor Finn Janning udvikler en gavmild og opmærksom etik.
I 2015 udkom bogen The Happiness of Burnout - The case of Jeppe Hein, der ved hjælp af litteraturen og filosofien beskriver, hvordan kunstneren Jeppe Hein brændte ud.
I de seneste år har Finn Janning forsøgt at udvikle en opmærksomhedens filosofi, hvor friheden og kærligheden er de centrale begreber. Det er bl.a. sket i bogen A Philosophy of Mindfulness - A Journey with Deleuze fra 2017, og Opmærksomhedens filosofi - frihed, kærlighed og fodbold fra 2021.
Finn Janning bor i Barcelona i Spanien, hvor han bl.a. underviser i filosofi, psykologi og mindfulness.